# Woodwalton Castle

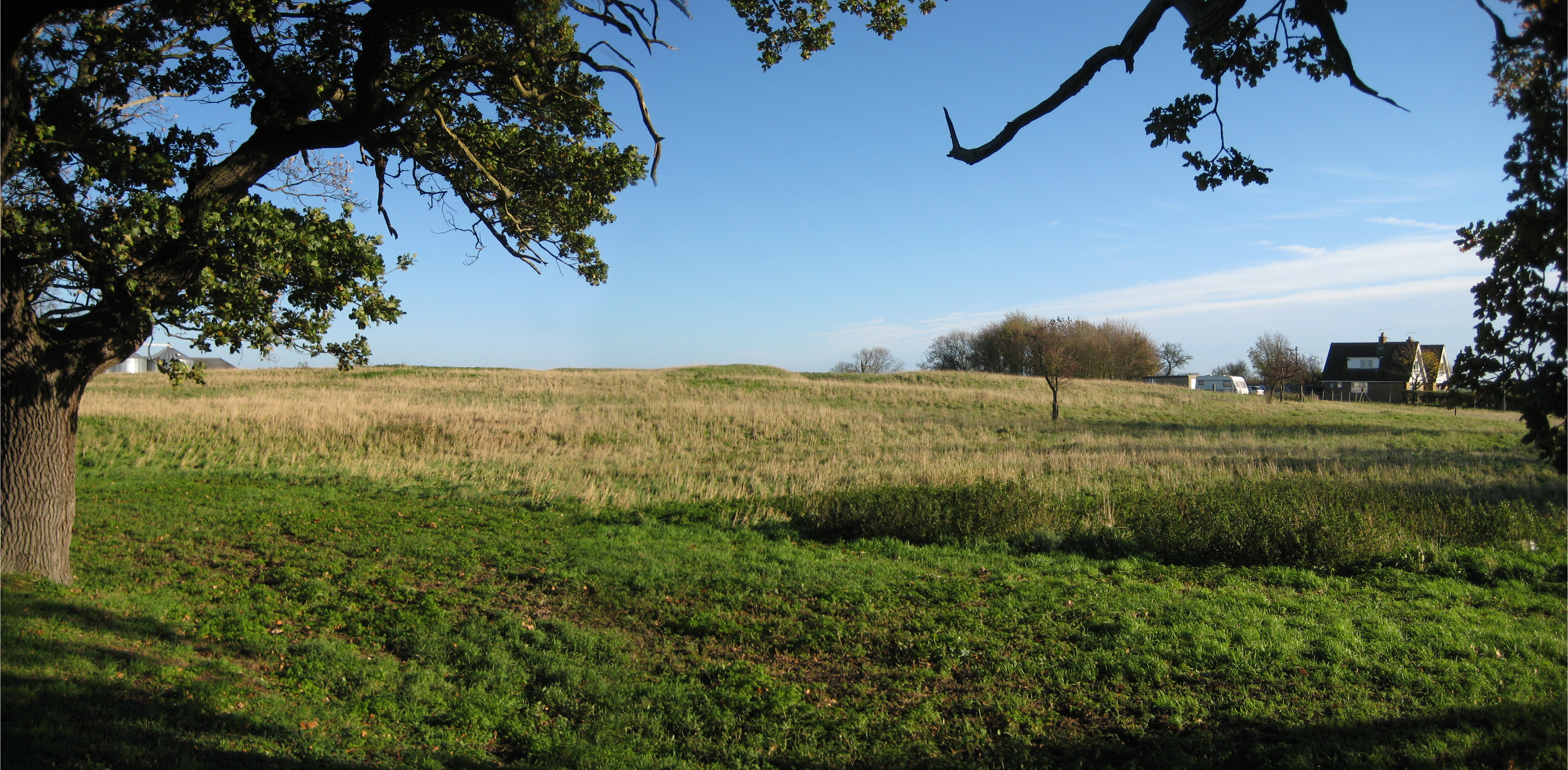
Erdwerke von Woodwalton Castle

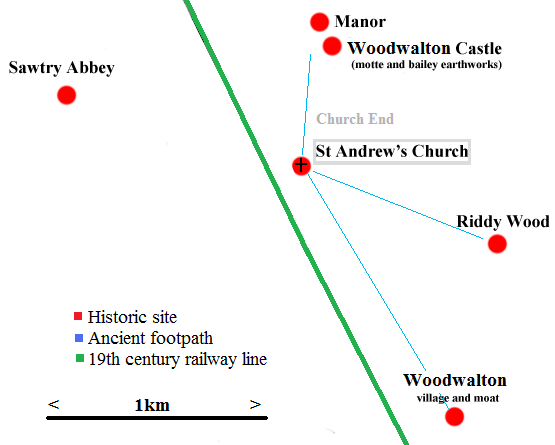
Woodwalton Castle in der Gemeinde Woodwalton

Woodwalton Castle ist eine abgegangene Burg in Church End am nördlichen Ende der Gemeinde Woodwalton in Huntingdonshire, einem Teil der englischen Grafschaft Cambridgeshire. Die Überreste der kleinen Motte beschränken sich auf Erdwerke, bestehend aus einem Mound und einem Graben, der einen kreisrunden Burghof umschließt. Ein großer Graben, augenscheinlich alt, verläuft vom Burggraben in nordöstliche Richtung. Die Anlage auf einem kleinen Hügelchen gilt als Scheduled Monument.
Es ist nicht bekannt, wer die Burg bauen ließ oder wann sie erbaut wurde. Man nimmt aber an, dass sie für die Familie Bolbec, die die Grundherrschaft von Woodwalton von 1086 bis 1134 innehatte, oder von der Ramsey Abbey, der die Grundherrschaft 1134 von Walter de Bolbec zugesprochen wurde, gebaut wurde. Es kann aber auch sein, dass der Bau der Burg während der Anarchie, entweder von den Söhnen von Aubrey de Senlis, der Woodwalton 1143–1144 einnahm, oder von Ernald, dem illegitimen Sohn von Geoffrey de Mandeville, der seine Streitkräfte nach dem Tod seines Vaters 1144 von Ramsey nach Woodwalton verlegte, beauftragt wurde.
Das Vorhandensein von Fischteichen legt den Schluss nahe, dass die Burg die Zeit des militärischen Konfliktes überdauerte und sich als Zentrum des nördlichen Teils der Gemeinde entwickelte. Der Hauptort Woodwalton liegt etwa 2 km südlich und die St Andrew’s Church steht isoliert 600 Meter südlich der Burgruine; vermutlich wurde sie von beiden Siedlungen genutzt.